# Donnas
Donnas (arpità Dounàs) és un municipi italià, situat a la regió de Vall d'Aosta. L'any 2007 tenia 2.683 habitants. Limita amb els municipis d'Arnad, Bard, Carema (TO), Hône, Perloz, Pont-Saint-Martin, Pontboset, Quincinetto (TO), Trausella (TO) i Traversella (TO).

## Administració
| Període | Identitat   | Partit        |
| ------- | ----------- | ------------- |
| 2005-   | Mauro Arvat | Llista cívica |

## Personatges il·lustres
- Roberto Nicco, historiador i diputat.

## Galeria fotogràfica

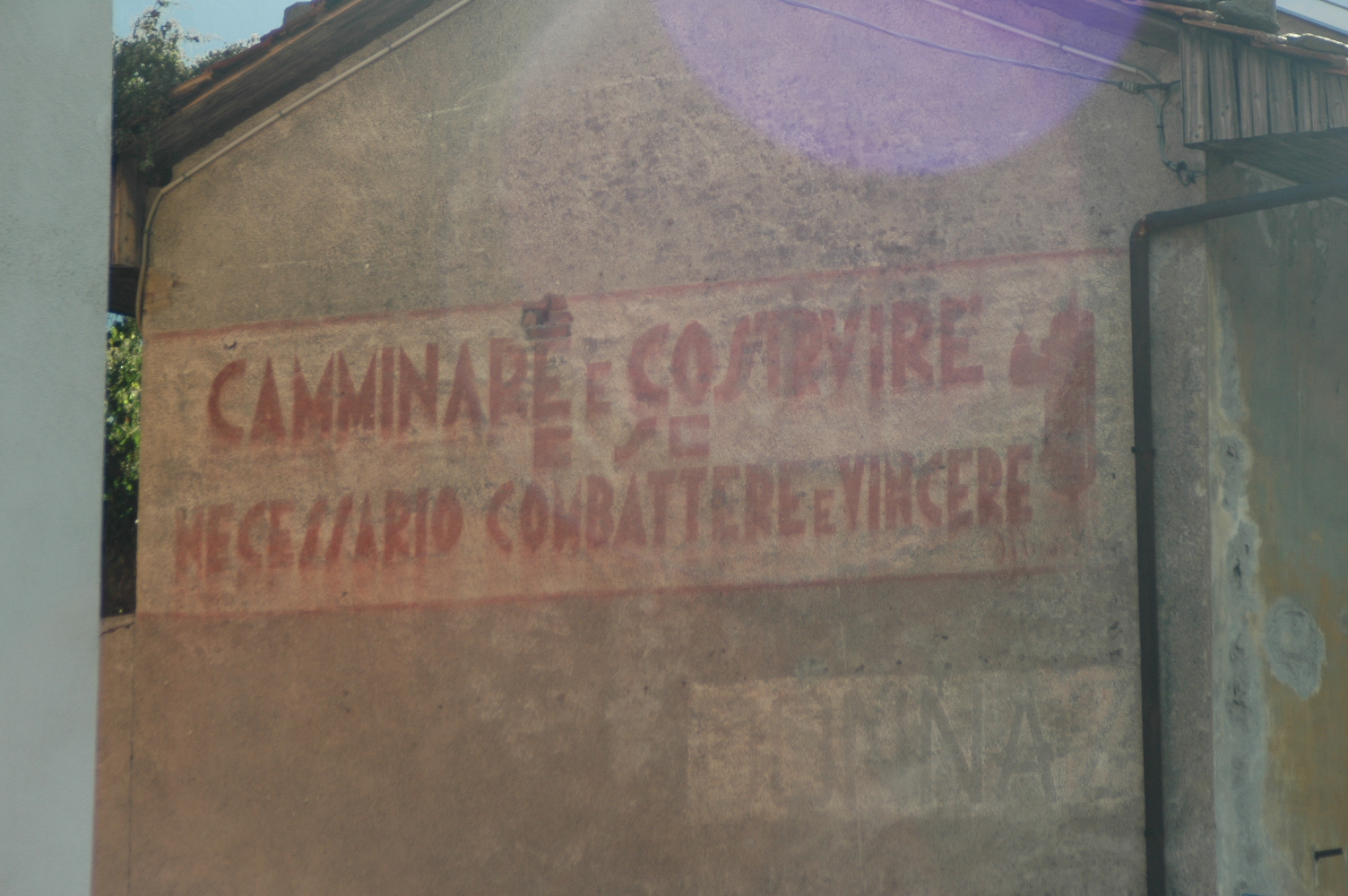
Escrit feixista a Donnas
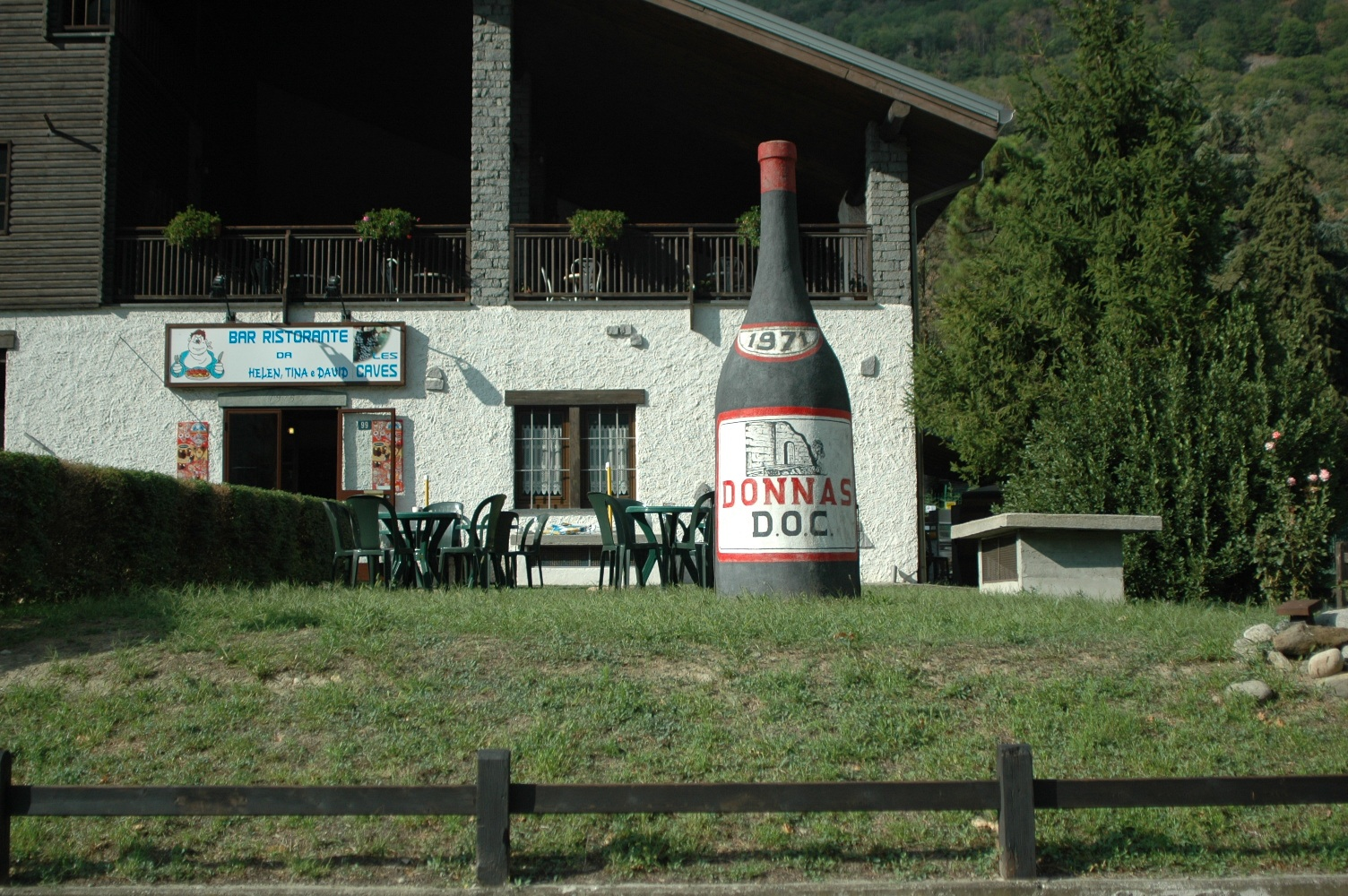
Cava de Donnas, seu de la cooperativa vinícola
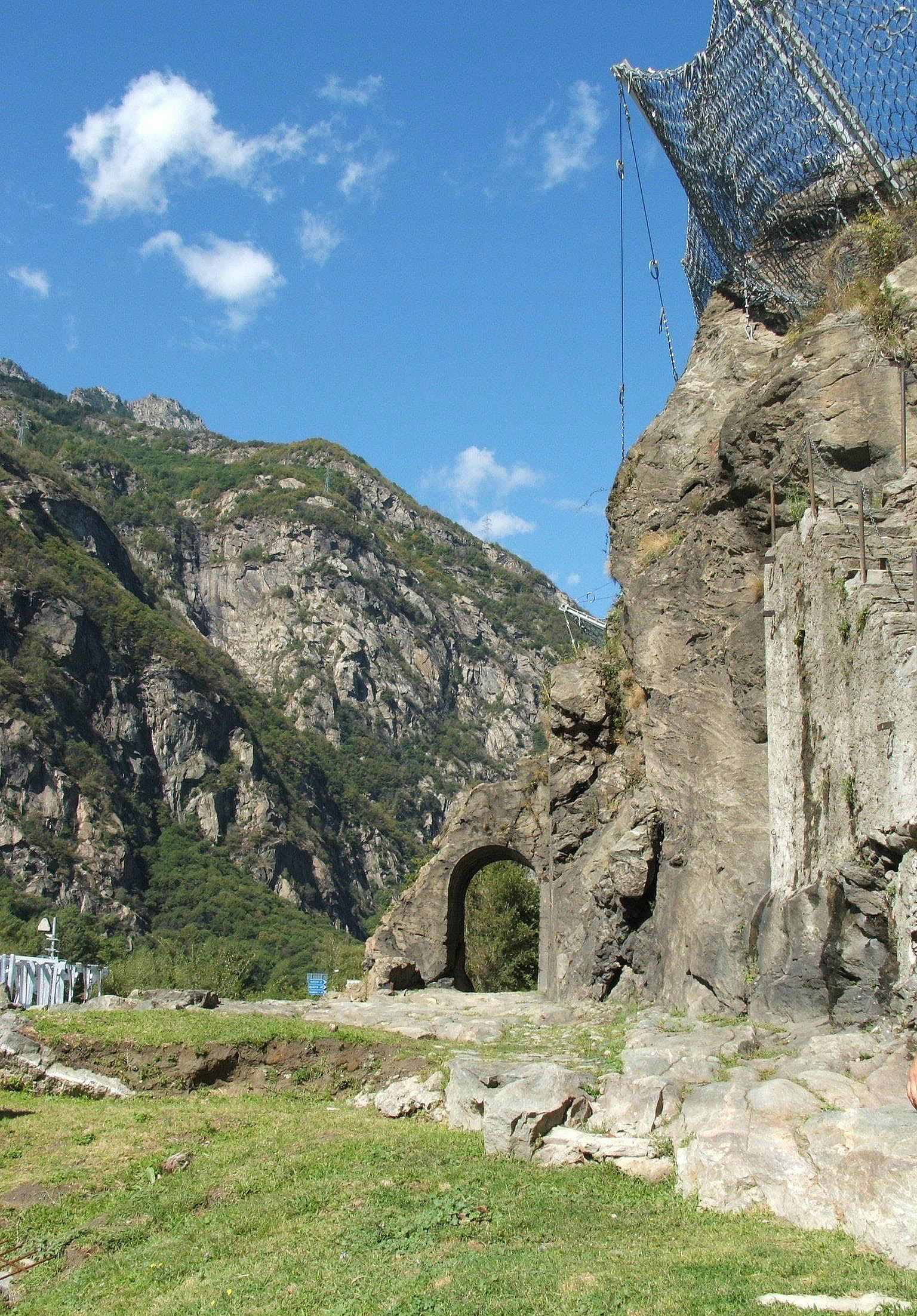
Via romana i arc excavat a la roca

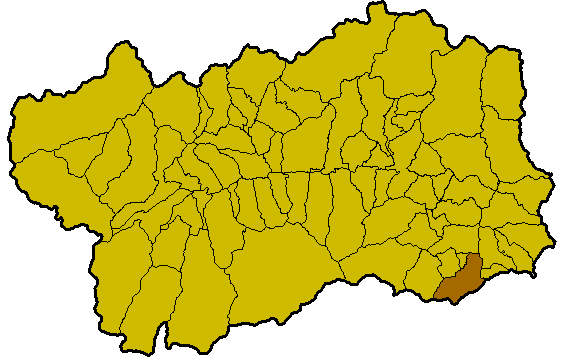
Situació de Donnas a la Vall